# شیشه هوشمند
شیشه هوشمند گونه‌ای از شیشه و پنجره است که با استفاده از فناوری‌های نوین می‌توان با آن میزان جذب نور را در این‌گونه از شیشه‌ها تغییر داد. شیشه‌های آفتابگیر از انواع آن است.

## پنجره‌های هوشمند
حدود یک سوم انرژی یک ساختمان از طریق پنجره‌ها هدر می‌رود. به همین دلیل تلاش برای کاهش مصرف انرژی در ساختمان‌ها بر روی پنجره‌ها متمرکز شده‌است. مطالعات زیادی برای یافتن روش‌های ذخیره انرژی صورت گرفته و نیاز به ذخیره انرژی باعث شده تا انواع جدیدی از پنجره‌های شیشه‌ای در ساختمان‌ها و همچنین در دیوارهای سالن کنفرانس در اداره‌ها به‌کار برده شود. این تکنولوژی کاربردهای فراوانی دارد. به عنوان مثال شیشه‌ای را تصور کنید که قابلیت تغییر از حالت شفاف به حالت کدر، توسط یک کلید را داشته باشد. می‌توان از این شیشه برای پنجره خانه (در حالت نیاز به ایجاد عدم دید)، برای جلوی فروشگاه‌ها در شب و همچنین حمام استفاده کرد. با وجود اینکه استفاده از این شیشه خصوصی، هنوز متداول نشده‌است اما نمونه‌های زیادی در تمام دنیا وجود دارد. اما پنجره‌های هوشمند موجود، از پنجره‌های الکتروکرومیک گرفته تا پنجره‌های با ذرات معلق، همگی به کمک ما شتافته تا به طریقی هوشمند به کنترل و بهینه‌سازی مصرف انرژی در ساختمان‌ها و اماکن عمومی کمک کند.
تصور کنید که در یکی از گرم‌ترین روزهای آفتابی در تابستان، نور خورشید مستقیماً به اتاق شما می‌تابد و هیچ راه گریزی به جز استفاده از پنجره‌هایی با شیشه‌های دودی برای متعادل تر کردن گرما و نور اتاق ندارید. همچنین دوست دارید تا تنها زمانی که نور شدت دارد شیشه درست مانند عینک‌های فتوکرومیک دودی شوند.
شیشه‌های الکتروکروماتیک دسته‌ای از شیشه‌ها هوشمند از الکتروکروماتیک‌ها بهره می‌برند. الکتروکروماتیک‌ها موادی هستند که رنگ آنها در اثر جریان الکتریکی تغییر می‌کنند. جریان الکتریسته با ایجاد واکنش شیمیایی سبب تغییرات خصوصیات مواد می‌شود و کاری می‌کند تا آنها نور را جذب یا منعکس کنند. امروزه از صنعت الکترونیک در ساخت این نوع از شیشه‌های پنجره استفاده می‌شود.
نور خورشید به شیشه‌ها می‌تابد، اما از طرفی جریان الکتریکی برقرار شده، سبب می‌شود تا یون‌ها از لایه ذخیره یونی به سمت لایه هدایت یونی حرکت کرده و به لایه الکتروکروماتیکی رجعت کنند و شیشه را شفاف نمایند. با قطع الکتریسته فرایند برعکس عمل کرده شیشه مجدداً تیره می‌شود. یکی از ویژگی مواد الکتروکروماتیکی قابلیت تنظیم آنهاست به طوری که می‌توان شدت کدری آنها را با تغییر مقدار جریان تنظیم کرد.

## شیشه‌های آفتابگیر
مفهوم شیشه‌های ضدآفتاب در ساختمان به این معناست که این شیشه‌ها می‌توانند از جذب گرمای نامطلوب ناشی از تشعشع پرتوهای نور خورشید پیشگیری کنند.
بیشتر شیشه‌ای که در ساختمان استفاده می‌شود، در جبهه بیرونی ساختمان قرار می‌گیرد و از این رو، کنترل نور و حرارت وارد شده به بنا از این راه انجام شده و شیشه‌ها نقش بسیار مهم و پر رنگی در پایدار بودن (زیست‌محیطی) ساختمان ایفا خواهند کرد. تحقیقات انجام شده در راستای بهبود کیفی شیشه‌ها، با بهره‌گیری از فناوری نانو، مشتمل بر چهار تصمیم کاربری است. نخست، پوشش‌هایی به شکل فیلم‌های بسیار نازک که به طیف خاصی از امواج حساسند. چنین پوشش‌هایی، این پتانسیل را برای شیشه فراهم می‌آورند تا بسامدهای ناخواسته فروسرخ (که سبب گرم شدن فضا می‌شوند) را فیلتر کرده و از ورود آنها به داخل ساختمان پیشگیری کنند.
اگر چه این رویکرد سبب می‌شود ساختمان، انرژی گرمایی کمتری از نور خورشید دریافت کند، اما این نگرش، نوعی نگرش منفعلانه قلمداد می‌شود. به عنوان یک راهکار فعال، روش دوم مبتنی بر فناوری گرمافامی (ترموکرومیک) است که به وسیله آن، شیشه به گرما واکنش نشان داده و نوعی سازوکار عایق‌بندی حرارتی را بر سر راه نور خورشید میسر می‌کند، در حالی که ساختمان از کسب نور کافی محروم نخواهد شد. در حالت کلی، این سازوکار، مبتنی بر کسب نور کافی بدون کسب انرژی گرمایی است. راهکار سوم، به نتیجه مشابهی اما با روش متفاوتی دست می‌یابد. در این روش که موسوم به فوتوکرومیک است، شیشه با افزایش جذب خود به تغییرات شدت نور واکنش نشان می‌دهد. روش آخر، استفاده از پوشش‌های برق‌فام (الکتروکرومیک) است که در آن، شیشه به وسیله یک لایه از تری‌اکسید تنگستن یا اکسید نیکل، به تغییر ولتاژ ایجاد شده واکنش نشان می‌دهد. در این روش به محض لمس یک دکمه بر تیرگی شیشه افزوده خواهد شد.
ظهور فناوری نانو، زمینه‌ساز استفاده از نوعی شیشه برق‌فام نوین در ساختمان شد. اولین و مهمترین وجه تمایز میان فراورده‌های جدید و نمونه‌های قدیمی تر، در این است که در فراورده‌های جدید، تنها فشار دادن یک دکمه برای ایجاد تغییر در میزان انتقال نور از شیشه و تغییر از وضعیتی به وضعیت دیگر کافی است و مانند نمونه‌های قدیمی، نیازی به برقراری دایم جریان الکتریکی (تا هنگامی که بخواهیم شیشه تیره بماند) نیست. به این معنا با فشار دادن یک کلید شیشه از حالت شفاف خارج شده و با فشار دکمه دیگر به وضعیت قبلی بازمی‌گردد. از دیگر وجوه برتری نانو شیشه‌های آفتابگیر امکان برقراری سطوح مختلفی از انتقال پرتوها به وسیله میزان متفاوتی از تیرگی است.

## شیشه‌های نانو و کریستال مایع

### کنترل رنگ و شفافیت شیشه‌های خورشیدی
نور خورشید مدت زیادی است که به عنوان منبع تولید الکتریسیته و جایگزینی برای سوخت‌های فسیلی مورد توجه قرارگرفته است. اما اخیراً محصولات خورشیدی علاوه بر جذب انرژی خورشیدی، دارای کاربرد تزئینی نیز شده‌اند.

### شیشه‌های الکتروکرومیک
شیشه‌های رنگی تشکیل شده از سلول خورشیدی، در مصارف خانگی و صنعتی کاربرد پیدا کرده‌است که نه تنها تولیدکننده انرژی هستند، بلکه خاصیت تزئینی در رنگ‌های مختلف را در نمای ساختمان را نیز دارد. این محصول، پانل‌هایی چند لایهٔ کدر تا نیمه شفاف که به رنگ‌های نقره‌ای و برنزی طلایی تا رنگ‌های اصلی قرمز و سبز و سرخابی می‌باشد که از پلی کریستالین تشکیل شده‌اند. تفاوت رنگی آنان به دلیل تفاوت ضخامت در پوشش ضد انعکاس آن می‌باشد.
به عنوان مثال در شیشه‌های تولید شده با این تکنولوژی، رنگ آبی دار ای ضخیم‌ترین پوشش ضد انعکاس است که مصرف انرژی آن بسیار کم است. نقره‌ای هم دارای نازک‌ترین پوشش است که از نظر مصرف انرژی بهینه نیست. این نوع می‌تواند در مواردی که نیاز به گرفتن کمتری از انرژی خورشید می‌باشد به کار رود.

### کنترل شفافیت تصویر
شیشهٔ هوشمند دیگری با تکنولوژی نانو ساخته شده‌است که با فشردن یک کلید، از حالت مات و کدر به شفاف تغییر می‌کند. از این شیشه می‌تواند به عنوان جدا کننده هم درفضای داخل و هم در فضای خارج استفاده کرد. با گذراندن جریان الکتریسیته از فیلم کریستال مایع شیشه شفاف می‌شود. با قطع جریان کریستال‌ها با جهت‌گیری تصادفی خود در فضا موجب پخش کردن نور، و در نتیجه مات شدن شیشه می‌شوند.
این تکنولوژی کاربردهای فراوانی دارد. با وجود اینکه استفاده از این شیشه خصوصی هنوز متداول نشده‌است اما نمونه‌های زیادی از آن در تمام دنیا وجود دارد. امروزه در فروشگاه عرضه لباس، در اتاق‌های تعویض لباس از این نوع شیشه استفاده شده‌است. با این سیستم می‌توان میلیون‌ها دلار در گرمایش و سرمایش و نور پردازی فضاها صرفه جویی کرد. در حال حاضر پنجره‌های هوشمند در برخی ساختمان‌ها به کار گرفته می‌شوند. این پنجره‌ها مصرف انرژی را کاهش می‌دهند؛ برای این کار، پنجره‌ها سرمای درون خانه را حفظ کرده و مقدار نور ورودی به داخل را کنترل می‌کنند. یکی از موارد مصرف این پنجره‌ها در موزه‌ها است؛ جایی که ورود بیش از حد نور خورشید می‌تواند موجب آسیب دیدن اشیاء قیمتی شود.
ساختمان درونی این شیشه تشکیل شده از دو لایه شفاف و تینت می‌باشد که لایه‌ای از مایع کریستال بین آنها ساندویچ شده‌است.

### آرایه‌های نانوسیمی پلی‌آنیلین
پنجره‌های هوشمند آرایه‌های نانوسیمی پلی‌آنیلین در آن‌ها از خازن‌های قوی استفاده شده‌است. این خازن‌ها درون پنجره‌های الکترونیکی قرار داده شده‌اند؛ پنجره‌هایی که قادر به تغییر رنگ هستند. زمانی که تابش نور خورشید شدید است، این پنجره‌ها نور را جذب کرده و در خود ذخیره می‌کنند، زمانی که ظرفیت این پنجره‌ها تکمیل شد، شیشه‌ها تاریک شده و عبور نور را محدود می‌کند. با این کار مقدار نور ورودی به خانه و دمای آن تحت کنترل در می‌آید و از سوی دیگر انرژی ذخیره شده در آن را می‌توان برای استفاده در ادوات الکترونیکی دیگر نظیر نمایشگرهای تلویزیونی به کار گرفت. با مصرف انرژی ذخیره شده در پنجره هوشمند توسط دیگر ادوات، خازن‌ها تخلیه شده و دوباره با جذب نور خورشید شارژ می‌شوند.
این پنجره‌های هوشمند از آرایه‌های نانوسیمی پلی‌آنیلین ساخته می‌شوند که روی یک فیلم شفاف رسوب داده شده‌اند؛ فیلم‌های شفاف، خود توسط لایه‌های رسانا پوشانده شده‌اند. این نانوسیم‌ها به وسیله یک ژل الکترولیتی پوشانده می‌شوند تا به عنوان الکترود مورد استفاده قرار گیرند. دو الکترود به صورت ساندویچی دور هم پیچیده می‌شوند تا یک ساختار جدید ایجاد شود. پلی‌آنیلین دارای ظرفیت بالایی است؛ و هزینه تولید آن اندک است، از دیگر مزایای این ماده شفاف بودن و انعطاف‌پذیر بودن آن است. پارامتر انعطاف‌پذیر بودن بسیار مهم است؛ زیرا به راحتی می‌توان آن را به صورت رول درآورد و در ادواتی با اشکال مختلف استفاده کرد، برای مثال می‌توان پرده‌هایی هوشمند تولید کرد. محققین در این زمینه بر این باورند که اگر این فناوری بتواند با هزینه کم به بازار عرضه شود، می‌توان از آن در حوزه‌های مختلف از خودروسازی گرفته تا ساختمان استفاده کرد.

### نانوبلورها با قابلیت انتقال نور مرئی و رد نور نزدیک فروسرخ
استفاده از نانوبلورهایی با قابلیت انتقال نور مرئی و رد نور نزدیک مادون قرمز در پنجره‌ها میزان حرارات وارد شده به اتاق و همچنین نور محیط را تنظیم می‌کند. ساخت نوعی پوشش که شامل لایه نازکی از نانوبلورها با قابلیت انتقال نور مرئی و رد نور نزدیک مادون قرمز است می‌تواند گام مهمی در این رابطه به حساب آید.
حالت انتقال دهنده نور نزدیک به مادون قرمز نانوبلورها را می‌توان با اعمال چند ولت پتانسیل فعال ساخت. در یک روز سرد، هر دو نور مرئی و نزدیک به مادون قرمز برای انتقال گرما می‌توانند وارد محیط شوند؛ اما در روزهای گرم چند ولت الکتریسیته بر این نانوبلورها اعمال شده تا پنجره تنها به نور مرئی اجازه ورود بدهد.{{}}